# Здудичский каменный крест
Зду́дичский ка́менный крест (бел. Зду́дзіцкі каме́нны крыж) — старинный культовый памятник из деревни Здудичи (Чирковичский сельсовет, Светлогорский район, Гомельская область, Белоруссия). Выполнен из гранитного валуна. По результатам исследования относится ко времени принятия христианства на землях Белоруссии в Х — XI веках. Установлен в храме Св. равноапостольной Марии Магдалины в городском посёлке Паричи Светлогорского района.

## Основные сведения
Обнаружили в 1993 году при сборе краеведческих сведений для книги «Память» (историко-документальной хроники района) историк Т. В. Маслюков и краевед В. А. Романцов (город Светлогорск). В 1997 году с их участием обследовала старший научный сотрудник археологического отдела Института истории Национальной академии наук Беларуси, кандидат исторических наук Наталия Николаевна Дубицкая (город Минск). По её мнению, крест мог быть изготовлен во время принятия христианства около 1 тыс. лет тому назад, и, по меньшей мере, не позже XIV века (когда завершилась христианизация этого края). Верхняя часть креста округлена, он похож на каменные кресты в городе Турове (Житковичский район Гомельской области).
Здудичи размещены у реки Березина, которая издавна была важным водным путём. По мнению Н. Дубицкой, крест является местным изделием. Первоначально он мог быть установлен в каком-либо заметном месте — например, на берегу реки.
В 2004 году с целью сохранения крест был перевезён в Музей истории города Светлогорска. В 2008 году по просьбе иерея Димитрия Шиленка передан храму в Паричах (14 км от Здудич). Высота — около 1,5 м; форма верхней части напоминает трилистник.
В 2008 году с памятником ознакомился профессор истории, доктор исторических наук С. Е. Рассадин (Минск). В результате исследования он пришёл к выводу, что форма Здудичского креста более ранняя, чем у старинных каменных крестов, но сделанных уже в христианское время. Например, Стерженский крест (Тверская область) надёжно датируется XII веком, однако его форма выразительно отличается от Здудичского. Поэтому Здудичский, Туровские и им подобные кресты относятся, вероятно, к X — XI векам, и первоначально были языческими изображениями. Можно предполагать, что Здудичский крест вначале был изображением некоего женского божества у средневековых славян. Во время принятия и утверждения христианства (с Х — XI веков) он был переосмыслен как христианский символ.